# Tricladium castaneicola
Tricladium castaneicola är en svampart som beskrevs av B. Sutton 1975. Tricladium castaneicola ingår i släktet Tricladium och familjen Helotiaceae.   Inga underarter finns listade i Catalogue of Life.